# Los reyes del mundo
Los reyes del mundo (bra: Os Reis do Mundo) é um filme dos gêneros drama e road movie coproduzido internacionalmente em 2022 e dirigido por Laura Mora. Ambientado em Medellín, o filme é sobre cinco amigos adolescentes que vivem nas ruas. Como resultado, eles deixam a cidade colombiana para recomeçar no campo. O filme estreou em setembro de 2022 no 70º Festival Internacional de Cinema de San Sebastián, onde ganhou a Concha de Ouro de Melhor Filme.

## Sinopse
Rá, Culebro, Sere, Winny e Nano vivem nas ruas de Medellín. As cinco crianças não têm mais contato com suas famílias. Eles formam uma espécie de clã fraterno no qual devem abrir caminho em um mundo paralelo sem leis. Ao fazer isso, defendem ideais como amizade e dignidade, mas também exibem desobediência e resistência. Numa perigosa viagem entre o delírio e o nada, o grupo sai da cidade e adentra-se nas profundezas do interior colombiano. Lá eles esperam encontrar um pedaço de terra que Rá herdou de sua falecida avó. Como milhares de outros colombianos, ela já foi violentamente expulsa pelos paramilitares. Após sua morte, Rá recebeu a "terra prometida" por meio de um programa de restituição do governo. Os meninos fazem amigos que os ajudam a avançar, mas também os alertam sobre os perigos de sua companhia. Eles também conhecem profissionais do sexo que lhes fornecem cuidados de maternidade de curto prazo.

## Elenco
- Carlos Andrés Castañeda como Rá
- Davison Florez como Sere
- Brahian Acevedo como Nano
- Cristian Campaña como Winny
- Cristian David Duque como Culebro

## Lançamento

### Festivais
Los reyes del mundo estreou em 21 de setembro de 2022 no 70º Festival Internacional de Cinema de San Sebastián. A obra foi previamente exibida para distribuidores internacionais no Festival Internacional de Cinema de Toronto de 2022, juntamente com outros dez filmes aclamados pela crítica. Seguiram-se outros convites nos programas dos festivais de cinema de Zurique (setembro) e Chicago (outubro).

### Teatral
O filme foi lançado nos cinemas na Colômbia em 13 de outubro de 2022, com números de público de abertura abaixo das expectativas (28.117 ingressos nos primeiros 5 dias de exibição nos cinemas).

### Internacional
Em 24 de outubro de 2022, a Netflix adquire o filme para distribuição nas Américas (exceto Colômbia e México), estreando na plataforma em 4 de janeiro de 2023. A Bteam Pictures fez a distribuição nos cinemas da Espanha.

## Recepção
Cristóbal Soage (Cineuropa) elogiou o filme como uma "obra extraordinária" e a diretora Mora "como um dos maiores talentos do cinema latino-americano moderno", bem como os jovens actores com o mesmo nome. É "uma história alucinógena tão cruel e dolorosa quanto fascinante". Ele também adorou o trabalho de câmera de David Gallego, que captura "a beleza comovente da selva colombiana [...] em todo o seu esplendor". Soage descreveu as cenas entre os meninos e as profissionais do sexo como "particularmente comoventes". “No final, sentimos que assistimos a uma obra importante, um retrato de um tempo e de um lugar tão abrangente e preciso quanto poético e comovente”, diz o crítico.
Guy Lodge (Variety) viu um "drama cru e inusitado sobre a maioridade" que transcende o sentimentalismo que tende a dominar o gênero "com uma energia delirante e até surreal em seus cinco andares de crianças de rua de Medellín".

## Prêmios
Por Los reyes del mundo, Laura Mora ganhou a Concha de Ouro no Festival Internacional de Cinema de San Sebastián, além do Prêmio Feroz Zinemaldia e o Prêmio SIGNIS da Associação Católica Mundial pela comunicação. Também foi convidado para competições internacionais de longas-metragens nos festivais de Zurique e Chicago.